# Enálage
La enálage (del griego εναλλαγή, 'cambio') es una figura retórica que consiste en utilizar una palabra con una función sintáctica que no le es propia. Así, en el verso de Quevedo
soy un fue, y un será, y un es cansado
las formas verbales fue, será y es ejercen la función de atributo, como si se tratara de sustantivos. 
En ocasiones, se considera también enálage el uso traslaticio de un tiempo verbal por otro, o de un género gramatical por otro. 
Uno de los rasgos característicos de los romances es el uso del tiempo imperfecto de indicativo con valor de pretérito perfecto simple o de presente de indicativo. Por ejemplo, el Romance del prisionero comienza con el verso
Que por mayo era, por mayo,
pero la acción no sucede en el pasado, sino en el presente (cuando hace la calor; sino yo, triste y cuitado / que yago en esta prisión).